# John Paul Holdren
John Paul Holdren (Sewickley (Pensilvania), 1 de marzo de 1944), es el consejero del Presidente Barack Obama en cuestiones de ciencia y tecnología por medio de su rol como Asistente del Presidente para ciencia y tecnología, Director de la Oficina de Ciencia y Tecnología de la Casa Blanca y Copresidente del Consejo Presidencial de asesores de Ciencia y Tecnología de Estados Unidos.
Anteriormente, Holdren fue profesor de Política Ambiental en  Kennedy School of Government de la Universidad de Harvard, además de director del Programa de Ciencia, Tecnología y Política pública en Harvard University, del Centro Belfer para la Ciencia y asuntos internacionales dentro de la Escuela de Gobierno Kennedy. También fue director del Centro de investigación Woods Hole.

## Biografía
John Holdren nació en Sewickley Pensilvania y creció en San Mateo, California. Cuenta con formación en Aeronáutica, Astronáutica y Plasma. Obtuvo una licenciatura en el Instituto de Tecnología de Massachusetts en 1965 y un  doctorado en la Universidad de Stanford en 1970 supervisado por Oscar Buneman. Su esposa Cheryl E. Holdren es bióloga con la que tiene dos hijos y cinco nietos.
Holdren fue profesor en Harvard por trece años y en Universidad de California, Berkeley
por más de dos décadas. Su trabajo se ha centrado en la tecnología, política energética de ciencia y tecnología,  así como la manera de reducir los peligros de las armas y materiales nucleares y las causas y consecuencias del cambio ambiental global.  Holdren ha tomado medidas para contextualizar el desafío energético actual de los Estados Unidos, señalando el papel que la energía nuclear podría desempeñar.
John Holdren en 1980 participó en la famosa apuesta de Simon-Ehrlich junto con otros dos científicos. Ellos estuvieron ayudando a Paul R. Ehrlich a establecer la apuesta con Julian Simon, en la cual se apostó que el precio de cinco metales clave aumentaría para 1990. La apuesta se centró alrededor de un desacuerdo con referencia a la futura escasez de recursos, en un mundo cada vez más contaminado y densamente poblado. Ehrlich y Holdren perdieron la apuesta debido a que el precio de los metales disminuyó.
Holdren fue miembro del Comité Ejecutivo de la Conferencia  Pugwash desde 1987 hasta 1997, en el que entregó el discurso de aceptación del  Premio Nobel de la Paz en nombre de la Conferencia de Pugwash en diciembre de 1995. De 1993 hasta 2003, fue presidente del Comité de Seguridad Internacional y Control de Armas en la Academia Nacional de Ciencias de Estados Unidos, y Vicepresidente del Comité Nacional biparticional en Políticas energéticas de 2002 hasta 2007. Holdren fue elegido Presidente de la Asociación Estadounidense para el Avance de la Ciencia (AAAS) (2006–2007), y fungió como presidente ejecutivo (2007–2008). Fue parte del comité ejecutivo fundador del comité de consejeros en Innovations, una revista trimestral relacionada con soluciones emprendedoras a los cambios globales publicada por MIT Press, y ha escrito e instruido en el tema de calentamiento global.
Holdren fungió como uno de los consejeros en ciencia para el presidente (PCAST por sus siglas en inglés) Bill Clinton's science advisors (PCAST) de 1994 a 2001. Ocho años después, el presidente Barack Obama nominó a Holdren para su puesto actual como Asesor Científico y Director de la Oficina de Ciencia y Tecnología en diciembre de 2008, y fue aprobado el 19 de marzo del 2009, por votación unánime del Senado.  Ha expresado en el comité de nominación que el no conside pertinentente que el gobierno deba tener un papel en determinar la población óptima y que él nunca ha promocionado la esterilización forzada.

## Publicaciones recientes

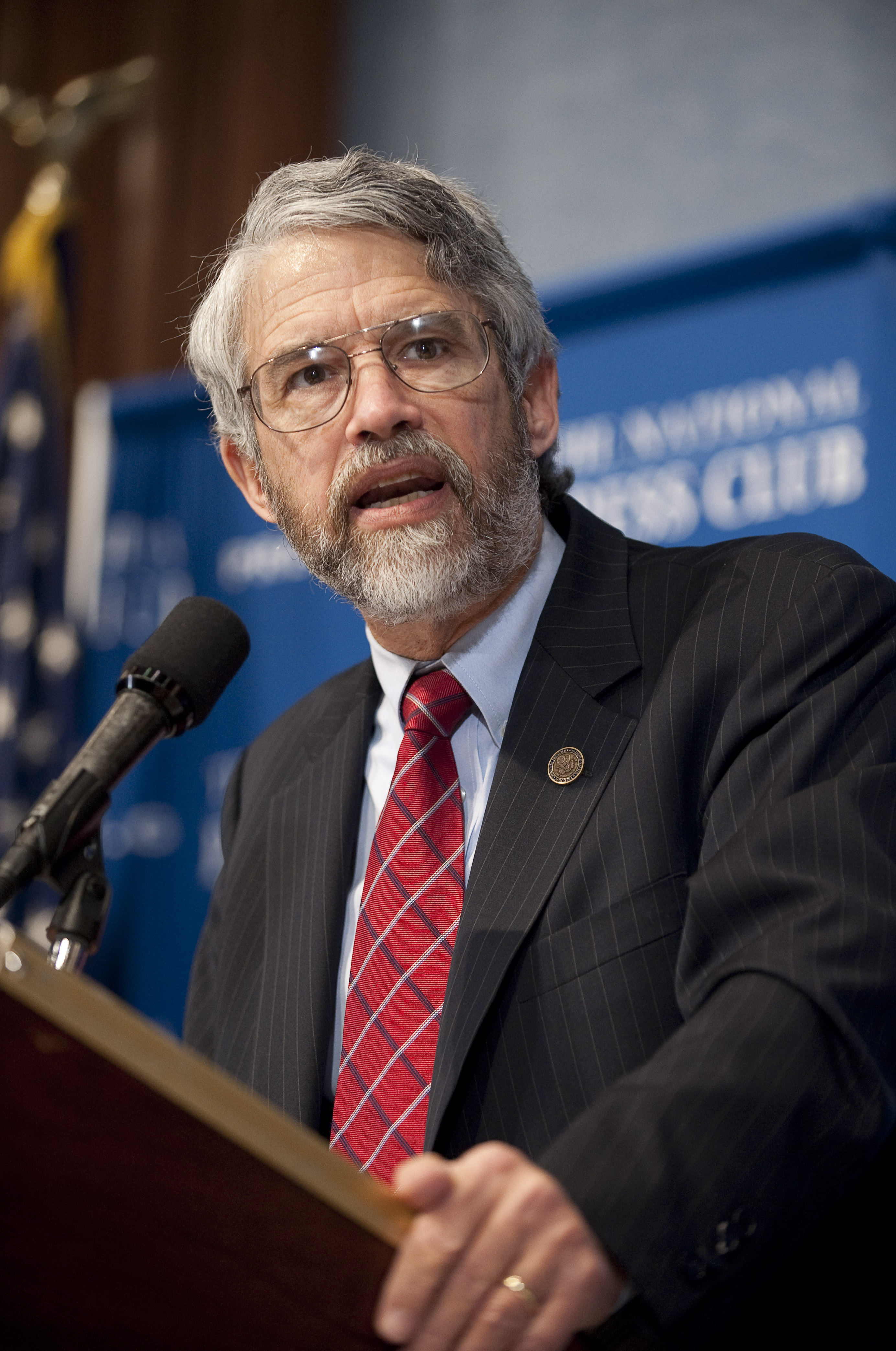
Holdren en una rueda de prensa sobre el vuel o espacial comercial en 2010.

Holdren es autor de alrededor de 200 artículos y publicaciones, y ha sido coautor y coeditor de 20 libros y reportes extensos, entre los que se incluyen:
- Science in the White House. (Ciencia en la Casa blanca) Science, May 2009, 567.[3]
- Policy for Energy Technology Innovation. Acting in Time on Energy Policy, (with Laura Diaz Anadon, Max H. Bazerman, David T. Ellwood, Kelly Sims Gallagher, William H. Hogan, Henry Lee, and Daniel Schrag), (Política para la innovación en la tecnología energética: Actuando en tiempo en la política energética) Brookings Institution Press, 2009.
- The Future of Climate Change Policy: The U.S.'s Last Chance to Lead. (El futuro de la política ante el cambio climático: La última oportunidad de EU para dirigir) Scientific American 2008 Earth 3.0 Supplement. October 13, 2008, 20-21.[23]
- Convincing the Climate Change Skeptics. (Convenciendo a los escépticos del cambio climático) Boston Globe, August 4, 2008.[24]
- Ending the Energy Stalemate: A Bipartisan Strategy To Meet America's Energy Challenges. Presentation at the National Academies 2008 Energy Summit, Washington, D.C., March 14, 2008.[25]
- Global Climatic Disruption: Risks and Opportunities. Presentation at Investor Summit on Climate Risk, New York, February 14, 2008.[26]
- Meeting the Climate-Change Challenge. The John H. Chafee Memorial Lecture, National Council for Science and the Environment, Washington, D.C., January 17, 2008.[27]

## Publicaciones tempranas
La sobrepoblación fue una de las primeras preocupaciones e intereses para John Holdren. En 1969, en un artículo, Holdren y su coautor Paul R. Ehrlich argumentaron, “si las medidas de control poblacional no se efectúan de inmediato y de manera efectiva, toda la tecnología que el hombre puede crear para soportar no nos defenderá de la miseria por venir.” En 1973, Holdren alentó un descenso en la fertilidad muy por debajo del promedio en los Estados Unidos, debido a que “210 millones ahora es demasiado y 180 millones en 2040 es probable que sea más que demasiado.” En 1977, Paul R. Ehrlich, Anne H. Ehrlich y Holdren co-escribieron el libro de texto Ecociencias: Población, Recursos, Medio Ambiente; discutieron el posible papel de una amplia variedad de medios para abordar la sobrepoblación.
Otras publicaciones incluyen “Energía” (1971), “Ecología Humana” (1973), “Energía en transición” (1980), “La Tierra y el futuro humano” (1986), “Defensas estratégicas y el futuro de la carrera de armas” (1987), “Construyendo seguridad global a través de la cooperación” (1990) y La conversión de la investigación y desarrollo militar”' (1998).

## Reconocimientos
- ”Beca MacArthur” (1981)[32]
- “Fellow of the American Academy of Arts and Sciences” (1983)[33]
- “Member of the National Academy of Sciences” (1991)[34]
- “Volvo Environment Prize” (1993 con Paul Ehrlich)
- “Kaul Foundation Award in Science and Environmental Policy” (1999)
- Member of the National Academy of Engineering (2000)[35]
- “Tyler Prize for Environmental Achievement” (2000)
- 7th Annual Heinz Award in Public Policy (2001)[36]

## Referencencias
1. 1 2  Holdren, John Paul (1970). Collisionless Stability of an Inhomogeneous, Confied, Planar Plasma (Tesis de PhD). Stanford University.
2. 1 2 3 4  Profile: John Holdren "Why He Matters","WhoRunsGov.com", A Washington Post Co Pub. accessed July 24, 2009.
3. 1 2  Holdren, J. P. (2009). "Science in the White House". Science 324 (5927): 567. doi:10.1126/science.1174783. PMID 19407163
4. ↑  Mervis, J. (2009). "NEWSMAKER INTERVIEW: John Holdren Brings More Than Energy to His Role as Science Adviser". Science 324 (5925): 324–325. doi:10.1126/science.324.5925.324. PMID 19372403
5. ↑  Mervis, J. (2009). "OBAMA ADMINISTRATION: No News is Good News for Holdren, Lubchenco at Confirmation Hearing". Science 323 (5917): 995. doi:10.1126/science.323.5917.995. PMID 19229004
6. ↑  Tollefson, J. (2009). "John Holdren: Adviser on science, fish and wine". Nature 457 (7232): 942–943. doi:10.1038/457942b. PMID 19225485
7. ↑  Kintisch, E.; Mervis, J. (2009). "THE TRANSITION: Holdren Named Science Adviser, Varmus, Lander to Co-Chair PCAST". Science 323 (5910): 22–23. doi:10.1126/science.323.5910.22. PMID 19119188
8. ↑   John Holdren from the Scopus bibliographic database.
9. 1 2 3  News release. "Obama to Name John P. Holdren as Science Adviser" Archivado el 23 de diciembre de 2008 en Wayback Machine. AAAS, December 18, 2008.
10. 1 2  Wilke, Sharon; Sasha Talcott (20 de diciembre de 2008). «Harvard Kennedy School's John P. Holdren Named Obama's Science Advisor». Press release. Belfer Center for Science and International Affairs. Consultado el 20 de octubre de 2009.
11. ↑  John Paul Holdren en el Mathematics Genealogy Project.
12. ↑  «Copia archivada». Archivado desde el original el 27 de febrero de 2011. Consultado el 27 de febrero de 2015.
13. ↑  Dan Gardner (2010). Future Babble: Why Expert Predictions Fail – and Why We Believe Them Anyway. Toronto: McClelland and Stewart. p. 232.
14. ↑  Staff and news service reports. "Obama's science adviser starts job", "msnbc.com", March 20, 2009.
15. ↑  Library of Congress  Archivado el 10 de abril de 2011 en Wayback Machine., Nomination PN65-07-111, confirmed by Senate voice vote.
16. ↑  Nominations considered and confirmed en bloc (enlace roto disponible en Internet Archive; véase el historial, la primera versión y la última)., Congressional Record, March 19, 2009 S3577-S3578.
17. ↑  Koenig, Robert. "President Barack Obama's Director of the White House Office of Science and Technology Policy Faces Limited Criticism at Confirmation Hearings" Archivado el 9 de octubre de 2016 en Wayback Machine., Seed Magazine, February 13, 2009.
18. ↑  Video. Senate Confirmation Hearing, February 12, 2009.
19. ↑  Pratt, Andrew Plemmons "Right-wing Attacks on Science Adviser Continue" Archivado el 4 de agosto de 2009 en Wayback Machine., Science Progress, July 21, 2009
20. 1 2  Mooney, Chris."Hold off on Holdren (again)" Archivado el 20 de abril de 2012 en Wayback Machine., "Science Progress", July 2009.
21. ↑  Goldberg, Michelle. "Holdren's Controversial Population Control Past" Archivado el 11 de mayo de 2011 en Wayback Machine., The American Prospect, July 21, 2009, accessed July 30, 2009.
22. 1 2  "John P. Holdren's CV", The Woods Hole Research Center.
23. ↑  Holdren, John P."The Future of Climate Change Policy: The U.S.'s Last Chance to Lead", Scientific American
24. ↑  Holdren, John P. "Convincing the Climate Change Skeptics", the Boston Globe, August 4, 2008.
25. ↑  «Faculty page-Harvard University». Archivado desde el original el 22 de septiembre de 2011. Consultado el 27 de febrero de 2015.
26. ↑  Holdren, John P."Global Climatic Disruption: Risks and Opportunities", Presentation at Investor Summit on Climate Risk, New York, February 14, 2008.
27. ↑  Holdren, John P. "Meeting the Climate-Change Challenge.", The John H. Chafee Memorial Lecture, National Council for Science and the Environment, Washington, D.C., January 17, 2008.
28. ↑   Paul R. Erlich and John P. Holdren. "Population and Panaceas A Technological Perspective", Bioscience, Vol 19, pages 1065-1071, 1969.
29. ↑  Holdren, John P. (1973). «Population and the American Predicament: The Case Against Complacency». Daedalus, the No-Growth Society: 31-44. ISBN 978-0-7130-0136-5.
30. ↑  Ehrlich, Paul R.; Anne H. Ehrlich and John P. Holdren (1977). Ecoscience: population, resources, environment. San Francisco: Freeman. ISBN 0-7167-0567-2.
31. ↑  Farley, Robert; Montgomery, Scott (29 de julio de 2009). «Glenn Beck claims science czar John Holdren proposed forced abortions and putting sterilants in the drinking water to control population». Politifact. Consultado el 12 de enero de 2014.
32. ↑  «Fellows List: H». MacArthur Foundation. Archivado desde el original el 9 de junio de 2011. Consultado el 3 de junio de 2011.
33. ↑  «Book of Members, 1780–2010: Chapter H». American Academy of Arts and Sciences. Consultado el 3 de junio de 2011.
34. ↑  «Holdren, John P.». United States National Academy of Sciences. Consultado el 3 de junio de 2011.
35. ↑  «Dr. John P. Holdren». National Academy of Engineering. Consultado el 3 de junio de 2011.
36. ↑  The Heinz Awards, John Holdren profile